# Alfredo Bottai
Alfredo Bottai (La Spezia, 24 settembre 1874 – Parma, 10 marzo 1965) è stato un sindacalista, politico e giornalista italiano, impegnato fin da giovane nel Partito Repubblicano.

## Biografia
Alfredo Bottai nacque a La Spezia il 24 settembre 1874, dove passò la giovinezza. Impegnato precocemente nel movimento repubblicano, su posizioni intransigenti, fu condannato intorno al 1900 a sei mesi per incitamento all'odio di classe, ma fu assolto e non subì carcerazioni.
Nel 1904 per motivi di lavoro si trasferì a Parma, come impiegato di banca; qui continuò la sua opera di pubblicista repubblicano. Della sua opera di proselitismo restano numerosi opuscoli dei quali era autore, editore e speditore. Collaborò con diversi giornali repubblicani, ma anche con sindacalisti e anarchici, sia a Spezia che a Parma (La Battaglia, Il Corriere della Democrazia, portavoce del Circolo "Giuseppe Mazzini", fondato nel 1906 dallo stesso Alfredo Bottai insieme ad Ettore Avanzini e Alfeo Allori).
Si occupò in particolare di questioni sindacali, in opposizione alle tendenze moderate allora prevalenti nel movimento repubblicano locale, come avvenne in occasione dello sciopero agrario del 1908. Interventista fin dal 1914, in collegamento con Oliviero Zuccarini, organizzò localmente i volontari per la spedizione in Francia.
Dopo la guerra, nel 1918, diresse il giornale Gioventù sindacalista, organo dei parmensi che seguivano le dottrine di Filippo Corridoni: di quest'ultimo, così come di Alceste de Ambris fu amico e condivise con loro l'esperienza del sindacalismo rivoluzionario.
Durante il fascismo fu più volte ammonito, ma riuscì a scampare al carcere grazie alla sua parentela con il futuro ministro Giuseppe Bottai (suo zio): nel 1925 risultava tra gli aderenti al gruppo di Parma del movimento "Italia libera". Più tardi si avvicinò a "Giustizia e libertà" e durante la Resistenza svolse diversi incarichi.
Dopo la Liberazione fu chiamato come commissario della locale Cassa di risparmio di Parma e negli anni successivi svolse attività politica in seno al Partito repubblicano come consigliere del comune di La Spezia e poi di Parma.
Pubblicista repubblicano, scrisse fin dall'inizio con lo pseudonimo di "Aroldo": si ricordano Il problema della terra (Parma, 1918), Socialismo mazziniano del 1921, opera che conobbe numerose edizioni, tra cui la settima a cura di Vittorio Parmentola (Torino, 1962), e numerosi opuscoli di propaganda. Teorico fin dalla giovinezza delle tesi del "socialismo mazziniano", ebbe stretti contatti con Giulio Andrea Belloni (che riprese le sue tesi negli anni dell'immediato secondo dopoguerra), in particolare collaborando all'«Idea Repubblicana», rivista diretta da Belloni, del cui comitato di direzione Alfredo Bottai fece parte.
Morì a Parma nel 1965.